# Municipio de Hughes (Dakota del Norte)
El municipio de Hughes (en inglés: Hughes Township) es un municipio ubicado en el condado de Slope en el estado estadounidense de Dakota del Norte. En el año 2010 tenía una población de 6 habitantes y una densidad poblacional de 0,07 personas por km².

## Geografía
El municipio de Hughes se encuentra ubicado en las coordenadas 46°19′39″N 103°52′37″O / 46.32750, -103.87694. Según la Oficina del Censo de los Estados Unidos, el municipio tiene una superficie total de 91.51 km², de la cual 90,92 km² corresponden a tierra firme y (0,64 %) 0,59 km² es agua.

## Demografía
Según el censo de 2010, había 6 personas residiendo en el municipio de Hughes. La densidad de población era de 0,07 hab./km². De los 6 habitantes, el municipio de Hughes estaba compuesto por el 100 % blancos. Del total de la población el 0 % eran hispanos o latinos de cualquier raza.